# Gunnison County
Gunnison County je okres ve státě Colorado v USA. K roku 2010 zde žilo 15 324 obyvatel. Správním městem okresu je Gunnison. Celková rozloha okresu činí 8 443 km².